# Albert Büchi
Albert Buchi (Winterthur, 27 de juny de 1907 - Winterthur, agost de 1988) va ser un ciclista suís, professional entre 1931 i 1937. Era germà del també ciclista Alfred Buchi. El seu èxit més important fou la medalla de bronze al Campionat del Món de ciclisme de 1931 i el Campionat de Suïssa en ruta del mateix any.

## Palmarès
- 1930
  -  Campió de Suïssa de ciclisme, amateur
- 1931
  -  Campió de Suïssa en ruta
  - 1r al Gran Premi de l'Écho d'Alger
  - 3r al Campionat del Món de ciclisme
- 1932
  - 1r a la Sion-Lausana-Sion
  - 1r de la Volta al Cantó de Ginebra
- 1933
  - 1r al Tour del llac Léman
  - Vencedor d'una etapa a la Volta a la Savoia
- 1934
  - 1r del Circuit de Basel
- 1935
  - Vencedor d'una etapa de la Volta a Suïssa

### Resultats al Tour de França
- 1931. 9è de la classificació general
- 1932. 11è de la classificació general
- 1933. 13è de la classificació general
- 1934. 17è de la classificació general